# Christoph Führ
Christoph Führ (* 24. Dezember 1931 in Berga (Kyffhäuser); † 3. Juli 2024) war ein deutscher Bildungshistoriker.

## Leben und Werk
Führ stammte aus einem evangelischen Pfarrhaus, sein Vater war Mitglied der Bekennenden Kirche, seine Mutter war Lehrerin an den Franckesche Stiftungen in Halle. 1950 floh er mit seinem jüngeren Bruder in die Bundesrepublik. Von 1951 bis 1957 studierte er als Stipendiat des Evangelischen Studienwerks Villigst an den Universitäten Tübingen, Hamburg und Wien. 1957 wurde er an der Universität Hamburg zum Dr. phil. promoviert. Anschließend war er von 1957 bis 1965 als Referent im Sekretariat der deutschen Kultusministerkonferenz tätig. Von 1965 bis 1996 war er am Deutschen Institut für Internationale Pädagogische Forschung in Frankfurt am Main tätig. Von 1986 bis 1996 nahm er einen Lehrauftrag an der Universität Frankfurt am Main wahr.
Seine Veröffentlichungen zum Schul- und Bildungswesen der Bundesrepublik Deutschland waren zumeist Auftragsarbeiten vom Europarat, vom UNESCO-Institut in Hamburg und von INTER NATIONES, Bonn (damals eine Außenstelle des Auswärtigen Amtes). Insgesamt liegen 17 Übersetzungen von Büchern vor: sechs ins Englische, vier ins Französische, drei ins Spanische, drei ins Japanische sowie eine Übersetzung ins Chinesische (veranlasst vom Institut für Weltpolitik beim Zentralkomitee der Kommunistischen Partei Chinas). Zusammen mit Wolfgang Mitter war er Herausgeber der 71 Bände der Studien und Dokumentationen zur Deutschen Bildungsgeschichte. Sie erschienen bis Band 21 im Beltz-Verlag (Weinheim), später beim Böhlau Verlag (Köln/Weimar/Wien).

## Schriften (Auswahl)
- Das K. u. K. Armeeoberkommando und die Innenpolitik in Österreich. 1914–1917. Böhlau, Graz/Köln 1968 (Zugl.: Hamburg, Univ., Diss., 1957 u.d.T.: Die Beziehungen des österreichisch-ungarischen Armeeoberkommandos zur österreichischen Regierung vom Kriegsausbruch 1914 bis zum Februar 1917).
- Zur Schulpolitik der Weimarer Republik. Die Zusammenarbeit von Reich und Ländern im Reichsschulausschuss (1919–1923) und im Ausschuss für das Unterrichtswesen (1924–1933). Darstellung und Quellen. Beltz, Weinheim 1970; 2. durchgesehene Auflage 1972.
- Das Bildungswesen in der Bundesrepublik Deutschland. Ein Überblick. Beltz, Weinheim 1979.
- Schulen und Hochschulen in der Bundesrepublik Deutschland. Böhlau, Köln/Wien 1989.
- Deutsches Bildungswesen seit 1945. Grundzüge und Probleme. Inter Nationes, Bonn 1996; Luchterhand, Neuwied 1997.
- Bildungsgeschichte und Bildungspolitik. Aufsätze und Vorträge. Böhlau, Köln 1997.
- Handbuch der deutschen Bildungsgeschichte.
  - Band 6/1: 1945 bis zur Gegenwart. Bundesrepublik Deutschland. Hrsg. mit Carl-Ludwig Furck, Beck, München 1997, ISBN 978-3-406-32467-3.
  - Band 6/2: 1945 bis zur Gegenwart. Deutsche Demokratische Republik und neue Bundesländer. Hrsg. mit Carl-Ludwig Furck, Beck, München 1998, ISBN 978-3-406-42931-6.

Ein Veröffentlichungsverzeichnis der bis 1997 erschienenen Schriften findet sich in dem Sammelband Bildungsgeschichte und Bildungspolitik. Aufsätze und Vorträge. Böhlau, Köln 1997, S. 381–449.